# Гротте
Гротте (итал. Grotte) — коммуна в Италии, располагается в регионе Сицилия, в провинции Агридженто.
Население составляет 6027 человек (2008 г.), плотность населения составляет 254 чел./км². Занимает площадь 24 км². Почтовый индекс — 92020. Телефонный код — 0922.
Покровительницей коммуны почитается святая Венера, празднование 15 ноября.

## Демография
Динамика населения:

## Администрация коммуны
- Официальный сайт: http://www.grotte.info